# Шахрияр (Шемахинский район)
Шахрияр (азерб. Şəhriyar) — посёлок в Шемахинском районе Азербайджана.

## История
В 1960-х годах Шахрияр являлся посёлком при совхозе имени Ленина Шемахинского горсовета Шемахинского района Азербайджанской ССР.